# Miguel Ángel de Amo
Miguel Ángel de Amo Fernández-Echevarría (* 16. September 1985 in Madrid) ist ein spanischer Volleyball- und Beachvolleyballspieler.

## Karriere Hallen-Volleyball
De Amo begann seine Karriere in der Halle bei PTV Málaga und wurde spanischer Jugendmeister. Mit CD Numancia wurde der Zuspieler zweimal spanischer Vizemeister und erreichte ebenfalls zweimal das nationale Pokalfinale. Vom FC Barcelona wechselte er 2010 zu Cajasol Sevilla. Im gleichen Jahr spielte er mit der Nationalmannschaft in der Europaliga. Außerdem war de Amo bei Nea Salamina Famagusta auf Zypern und bei CAI Teruel aktiv. Später spielte er bei CV Andorra, in der Slowakei bei Chemes Humenné und aktuell in Polen bei AZS Częstochowa.

## Karriere Beachvolleyball
De Amo wurde bei der Jugend-Weltmeisterschaft 2002 in Xylokastro mit Javier Alcaraz Fünfter. Bei der Junioren-WM 2003 in Saint-Quay-Portrieux erreichte er mit German Lopez den neunten Rang. Im folgenden Jahr gewann er mit Inocencio Lario Carrillo die U21-Weltmeisterschaft. 2005 spielte er mit Lario bei den Zagreb Open sein erstes Turnier der FIVB World Tour. Im selben Jahr belegte er mit Adrián Gavira Collado bei der Junioren-WM in Rio de Janeiro den 19. Platz. 2008 trat er bei den Mallorca Open erstmals mit José Manuel Ariza Molina an. 2009 spielten de Amo/Ariza drei weitere Open-Turniere. 2013 bildete de Amo zunächst wieder ein Duo mit Lario und spielte in Shanghai seinen ersten Grand Slam. Von Mitte 2013 bis 2015 trat de Amo auf nationalen Turnieren an der Seite von Ignacio Batallán an.

## Privates
Miguel Ángel de Amo hat einen jüngeren Bruder Manuel, der ebenfalls professionell Volleyball spielt.